# Rudolf Damec
Rudolf Damec (ur. 26 stycznia 1909 w Dziećmorowicach na Śląsku Cieszyńskim, zm. 11 maja 1969 w Akrze w Ghanie) – polski inżynier mechanik, taternik, autor amatorskich zdjęć z okresu okupacji niemieckiej.

## Życiorys
Z wykształcenia był inżynierem mechanikiem. W latach 1931–1939 pracował jako konstruktor uzbrojenia w Marynarce Wojennej w Gdyni.
Od 1934 uprawiał turystkę w Tatrach, zaś od 1935 po przejściu kurs taterniczego u Stanisława Motyki, uprawiał taternictwo uczestnicząc we wspólnych wyprawach z Motyką. Uczestniczył między innymi w I wejściu południową ścianą Małego Kołowego Szczytu w 1938 roku.
W czasie polskiej wojny obronnej we wrześniu 1939 brał udział w obronie Oksywia. 
W trakcie okupacji niemieckiej mieszkał z rodziną w Warszawie, gdzie pracował jako magazynier w Polskich Zakładach Optycznych na Grochowie. Wraz z żoną udzielał pomocy polskiej Żydówce, Helenie Ronin. 
W 1945 powrócił na Pomorze i podjął prace w przemyśle.
Kontynuował działalność taterniczą i prowadził kursy taternicze. Piastował również funkcję   prezesa okręgu gdańskiego PTTK i koła Klubu Wysokogórskiego w Gdańsku. Uczestniczył w wyprawie PTTK na Kaukaz w 1959.
Zginął w wypadku samochodowym w Ghanie. Został pochowany na cmentarzu komunalnym w Gdyni (sektor: 13 / rząd: 11 / numer grobu: 16).

## Działalność fotograficzna
W 1943 roku aparatem małoobrazkowym, prawdopodobnie marki Kodak Retina, wykonywał serię 27 zdjęć przedstawiających płonące getto podczas kwietniowego powstania, widziane z tzw. aryjskiej strony. Negatyw zawierający 27 zdjęć dokumentujących powstanie w getcie został odnaleziony w 2019, w zbiorach rodzinnych i w styczniu 2023 zaprezentowany pracownikom Muzeum Historii Żydów Polskich Polin. 
Zdjęcia Dameca dokumentujące powstanie w getcie prezentowane były w Muzeum Polin na wystawie pt. „Wokół nas morze ognia” z okazji obchodów 80. rocznicy powstania w getcie warszawskim . Opublikowane zostały także w dwuczęściowym albumie pt. To, czego inni nie mogą zobaczyć. Fotograficzne świadectwo z obu stron muru getta warszawskiego 1943 wraz ze zdjęciami Zbigniewa Leszka Grzywaczewskiego.